# 埃地利罗黑粉菌
埃地利罗黑粉菌（学名：Liroa emodensis）是属于黑粉菌目黑粉菌科利罗黑粉菌属的一种真菌，寄生在蓼属植物上。该种分布于中国、越南、菲律宾、印度尼西亚、印度、斯里兰卡等地。